# David Střihavka
David Střihavka, nacido el 4 de marzo de 1983 en Praga, es un futbolista checo. 

## Perfil
Delantero alto y fuerte, David Střihavka espera destacar en el AC Sparta Praha en su regreso, ya que ha estado tres temporadas consecutivas cedido en varios equipos.

## Selección nacional
Formó parte de la selección de la República Checa que alcanzó la final del Campeonato de Europa UEFA sub-16 en Israel en 2000, que perdieron ante Portugal. Dos años más tarde disputó el Campeonato de Europa sub-19, marcando en dos ocasiones contra Andorra tras salir al campo en el minuto 85.

## Clubes
Střihavka fichó por el Sparta procedente del Bohemians Praha en 2000, pasando su primera temporada en el equipo reserva antes de marcharse cedido al FK Jablonec 97 donde sus oportunidades fueron escasas.
2003/04: El delantero volvió a dejar el Toyota Arena al año siguiente marchándose de nuevo cedido, al Bohemians, que estaba en la segunda división. Fue utilizado por el entrenador František Straka a final de temporada, y anotó dos goles contra el FK Nestemice en la segunda ronda de la Copa checa. Al comienzo de la temporada 2004/05 volvió al Sparta para jugar la UEFA Champions League.

## ¿Sabía que?
Después de jugar sólo 20 minutos esta temporada, Střihavka disputó su primer encuentro con el Sparta en la Champions League, saliendo a los 62 minutos contra el Olympique Lyonnais.
Página del AC Sparta Praha (enlace roto disponible en Internet Archive; véase el historial, la primera versión y la última).
- Datos: Q1176774